# Afrykanerska Wikipedia
Afrykanerska Wikipedia – edycja Wikipedii w języku afrikaans.
Ta wersja językowa została założona 16 listopada 2001 roku, jako 11. kolejna. Rozwija się powoli, na dzień 20 sierpnia 2007 roku zawierała 8080 artykułów, co dawało jej 71. pozycję wśród wszystkich edycji językowych. Na dzień 30 grudnia 2008 roku ta wikipedia miała 11 335 artykułów.